# 武仙座V624
武仙座V624，又名BD+14 3329，HD 161321、SAO 103069、HR 6611，是武仙座的一颗恒星，视星等为6.19，位于銀經38.72，銀緯21.25，其B1900.0坐标为赤經17h 39m 44.1s，赤緯+14° 21.25′ 12″。